# Visconde de São Miguel de Seide
Visconde de São Miguel de Seide foi um título nobiliárquico criado por decreto de 4 de Agosto de 1887, do rei D. Luís I de Portugal, a favor de Nuno Plácido Castelo Branco, filho do escritor Camilo Castelo Branco.
Usaram o título as seguintes pessoas:
- Nuno Plácido Castelo Branco, 1.º Visconde de São Miguel de Seide e depois 2.º Visconde de Correia Botelho;[2]
- Camilo Castelo Branco (filho do anterior e neto do escritor homónimo), 2.º Visconde de São Miguel de Seide.